# Henry Chilton
Sir Henry Getty Chilton (15 de octubre de 1877 - 20 de noviembre de 1954) fue un diplomático británico que fue ministro enviado al Vaticano y embajador en Chile, Argentina y España durante la Guerra Civil Española.

## Carrera profesional
Estudió en el Wellington College y se incorporó al Servicio Diplomático como agregado (attaché) en 1902. Fue nombrado Consejero de Embajada en Río de Janeiro en 1920 y luego en Washington D. C., en 1921.
En 1924, fue ascendido a ministro para los Estados Unidos bajo la dirección del Embajador Sir Esmé Howard. Aún con el rango de ministro, fue el enviado británico al Vaticano de 1928 a 1930. Luego fue ascendido a embajador y enviado a Chile (1930-1933), Argentina (1933-1935) y España (1935-1939).
Los «distorsionados» informes, despachos y telegramas que envió a Londres (desde que ocupó el cargo de embajador en España en septiembre de 1935 en sustitución de sir George Grahame, quien al no haberse dejado arrastrar por los prejuicios ideológicos había elaborado unos informes mucho más ponderados y que partían de un mayor conocimiento de la realidad española) contribuyeron a la animadversión del gobierno conservador británico hacia el Frente Popular antes incluso del inicio de la guerra civil. Estos informes negativos del embajador Chilton, que coincidían en lo sustancial con los del Servicio de Inteligencia Naval (NIS), se sumaron a los artículos alarmistas que publicaba sobre España la prensa conservadora británica.
Poco después del estallido de la Guerra Civil Española en julio de 1936, varias embajadas en Madrid, incluida la británica, fueron evacuadas a Hendaya, Francia, en la frontera con España. «Chilton era un admirador descarado de los nacionalistas y prefería quedarse en Hendaya antes que regresar a Madrid» mientras todavía estaba bajo el control republicano. Dejó Hendaya con una larga licencia antes de jubilarse en diciembre de 1937. The Times declaró: «La suya ha sido una tarea exigente, delicada y, en muchos aspectos, ingrata, llevada a cabo con infalible cortesía y devoción al deber». Geoffrey Thompson, secretario de la embajada, fue el encargado de negocios hasta que Owen O'Malley, que ostentaba el rango de ministro, asumió la embajada en Hendaya. Chilton regresó a Hendaya en mayo de 1939 de camino a Madrid para recoger sus pertenencias. Sir Maurice Peterson lo sucedió como embajador en el otoño de 1939.
Durante la Segunda Guerra Mundial, Chilton trabajó en el Ministerio de Guerra Económica y luego en el Ministerio de Información. Acompañó a Lord Willingdon en una misión comercial a América del Sur de 1940 a 1941. Sir Henry también sirvió en la Home Guard desde el 18 de junio de 1940 hasta el 13 de septiembre de 1941.